# Amber Rutter
Amber Jo Rutter (* 21. August 1997 in Windsor als Amber Hill) ist eine britische Sportschützin.

## Erfolge
Amber Rutter begann im Alter von zehn Jahren mit dem Wurfscheibenschießen und gewann bereits im Alter von 15 Jahren ihre erste Medaille bei einem Weltcup. Ein Jahr darauf gewann sie bei den Weltmeisterschaften in Lima mit der Mannschaft noch die Silbermedaille, ehe ihr bei den Weltmeisterschaften 2014 in Granada im Mannschaftswettbewerb der Titelgewinn gelang. Darüber hinaus gewann sie mit der Mannschaft bei den Europameisterschaften 2013 in Suhl Silber und 2014 in Tatárszentgyörgy Bronze. Bei den Europaspielen 2015 in Baku sicherte sie sich eine Goldmedaille, diesmal im Einzel. In Maribor wurde sie indes bei den Europameisterschaften 2015 mit der Mannschaft erneut Dritte. Bei den Olympischen Spielen 2016 in Rio de Janeiro qualifizierte sich Rutter als Sechste der Vorrunde für das Halbfinale, in dem sie jedoch mit 13 Punkten als Sechste und damit Letzte ausschied.
Ihr nächster Medaillenerfolg gelang Rutter bei den Commonwealth Games 2018 in Gold Coast, als sie den zweiten Platz belegte und damit die Silbermedaille erhielt. Ein Jahr darauf gewann sie in Lonato del Garda bei den Europameisterschaften in der Mixedkonkurrenz mit Ben Llewellin die Bronzemedaille. Ebenfalls Bronze sicherte sie sich bei den Europameisterschaften 2021 in Osijek. Die Olympischen Spiele 2020 in Tokio, die 2021 ausgetragen wurden, verpasste sie aufgrund einer COVID-19-Infektion. Die Weltmeisterschaften 2022 in Osijek beendete sie mit dem Titelgewinn im Mixed mit Ben Llewellin und dem zweiten Platz im Einzel. Darüber hinaus wurde sie 2022 in Larnaka dreifache Europameisterin: Sie gewann sowohl die Einzel- als auch die Mannschafts- und Mixedkonkurrenz. Den Titel im Mixed verteidigte sie gemeinsam mit Ben Llewellin 2023 in Osijek erfolgreich, während sie in den beiden anderen Disziplinen jeweils den dritten Platz belegte. Bei den Weltmeisterschaften in Baku belegten Rutter und Llewellin 2023 im Mixed ebenso den dritten Platz wie bei den Europaspielen in Krakau.
Bei den Olympischen Spielen 2024 in Paris war Rutter mit 122 Punkten in der Qualifikation eine von drei Schützinnen, die zum Shoot-off um den ersten Platz antraten, und beendete diesen mit 13 Treffern als zweitbeste Schützin und damit als Zweitbeste der Qualifikation. Im Finale der sechs besten Schützinnen erzielte sie ebenso wie die Chilenin Francisca Crovetto insgesamt 55 Treffer, sodass es zwischen den beiden zum Shoot-off um die Goldmedaille kam. Dabei traf Crovetto sieben Ziele, während Rutter sechs Treffer schaffte, womit Crovetto Olympiasiegerin wurde und Rutter die Silbermedaille erhielt. Bronze ging an die US-Amerikanerin Austen Smith.
Rutter ist verheiratet und wurde drei Monate vor den Olympischen Spielen 2024 Mutter eines Sohnes.